# Нафта і газ Узбекистану
Нафта і газ Узбекистану

## Запаси, ресурси, родовища
На 2002 р. розвідано близько 170 родовищ нафти, газу і конденсату (за даними geonews.com.ua наприкінці 2003 р. — близько 200 родовищ). Родовища вуглеводнів платформної частини Узбекистану входять до складу Амудар’їнської газонафтоносної провінції, Північнокавказько-Мангишлацької нафтогазоносної провінції і Північно-Устюртської нафтогазоносної області. Більша частина родовищ пов'язана з карбонатною формацією верхньої юри (62 %), з відкладами верхньої крейди (16 %), нижньої крейди (15 %), нижньої і середньої юри (7 %). Родовища в основному багатопластові. Для цього регіону характерне переважання газових ресурсів над нафтовими. З загального числа покладів 66 % — газові, 20 % — газово-нафтові і нафтогазові і 14 % — нафтові. Найзначніші Газлінське, Кандимське, Зевардінське, Култакське, Шуртанське, Шахпахтінське, Акчалакське родовища. Нафта з карбонатних колекторів метанонафтенова з низьким вмістом S і густиною 840–880 кг/м³. Гази зі значним вмістом H2S.
Родовища зони постплатформної активізації входять до складу Ферганської та Сурхан-Вахшської нафтогазоносної області. Переважають нафтові поклади. Більша частина родовищ виявлена в бортах Ферганської западини. Нафти в основному легкі, малосірчисті, парафінисті. Вільні гази гірських порід крейди і юри сухі, розчинені гази нафтогазових родов. палеогену — жирні.
Станом на 2001 р. потенційні ресурси газу в Узбекистані оцінюються в 6,3 трлн куб.м, доведені запаси — в 1870 млрд куб.м. Понад 90 % запасів зосереджено в Бухаро-Хівінському районі (Амудар’їнський НГБ). Відкрито понад 130 газових родовищ. Значні ресурси газу сконцентровані в Сурхандар’їнському (Афгано-Таджицький НГБ) і Устюртському (Устюртський НГБ) районах.

## Видобуток і переробка нафти і газу
У 1920 видобуток нафти в Ферганській обл. становив 17,8 тис.т/рік, в 1932 досяг 50 тис. т, в 1946 — 760 тис. т. Максимальний рівень нафтовидобутку в Фергані досягнуто в 1964 — 2,2 млн т. Паралельно йшло освоєння нафтових родовищ Сурхандар’їнської області. Видобуток газу початий в 1959 на Джаркакському газовому родовищі, згодом — на Газлінському родовищі. З середини 1970-х рр. почалася експлуатація Мубарекської і Шуртанської груп родовищ газу, що містить H2S. Максимальний рівень газовидобутку досягнуто в 1978 — 38 млрд м³ газу/рік. З 1980 розробляються поклади багаті на сірководень. До 1990 в Узбекистані відкрито 129 родовищ. Експлуатаційний фонд в кінці ХХ ст. нараховував понад 1,2 тис. свердловин. Родовища розробляються методом підтримки пластового тиску заводненням. Підвищення нафтовіддачі досягається лужно-кислотною обробкою і гідрохімічним розривом пластів.
Наприкінці ХХ ст. видобуток газу в країні зростав. Основні райони видобутку — Кашкадар'їнський, Бухарський регіон та північ Узбекистану. У 1992 р. видобуто 42,7 млрд м³, у 1999 р. — 55,6 млрд м³. Близько 95 % видобутку забезпечують 12 великих родовищ (в тому числі Газлі, Зеварді, Алан, Памук, Денгізкуль-Хаузак). Родовища сильно вироблені. Зокрема, нафтогазоконденсатне родов. Газлі вироблене на 90 %. До промислового освоєння підготовлено 48 родовищ з сумарними розвіданими запасами газу близько 450 млрд м³.
Найбільшими є Кандимська і Шуртанська групи родовищ. У 2001 р. компанії UzPEK Ltd. (дочірня компанія британської Trinity Energy) видана ліцензія на розробку газоконденсатного Адамташського і нафтогазового Кизилбайракського родовищ Гіссарського регіону (Афгано-Таджицький НГБ). Видобуток ведеться на основі угоди про розподіл продукції протягом 25 років з правом продовження на 15 років. Ряд нафтогазових родовищ з сумарними запасами 250 млрд м³ газу спільно розробляють компанії (в дужках — частки компаній): «ЛУКОЙЛ» (45 %), «Ітера» (45 %), «Узбекнафтогаз» (10 %). Максимальний щорічний об'єм видобутку газу ними становитиме 10 млрд м³. Необхідні капіталовкладення 750 млн доларів. Велика частина узбецького газу вимагає переробки через високий вміст сірки. У основному газ переробляється на Мубарекському ГПЗ, потужність якого становить 35 млрд м³/рік. У 2001 р. «Узбекнафтогаз» поставив до ладу Шуртанський газохімічний комплекс на південному заході країни (Кашкадар’їнський р-н), який включає установки по переробці газу і його скрапленню потужністю 137 тис. т/рік. Велика частина газу, що добувається в країні йде на внутрішнє споживання, яке зростає приблизно такими ж темпами, як і видобуток (в 1992 р. споживання становило 30,8 млрд м³, в 1999 р. — 40,2 млрд м³). Країна на початку XXI ст. експортує газ в Казахстан, Киргизстан і Таджикистан. У травні 2000 р. підписана угода про закупівлю Росією в Узбекистані протягом п'яти років 5 млрд м³ газу на рік.
На початку XXI ст. Узбекистан — один з провідних продуцентів вуглеводнів серед країн СНД. Видобуток нафти і газового конденсату в 2001 р. склав 7,256 млн т (+3,7 % до 2000). Монопольний оператор галузі — “Узбекнафтогаз”. Компанія заснована в 1998 і об'єднує вісім акціонерних компаній [Mining Annual Review 2002].
В Узбекистані в 2003 почалося технологічне переоснащення Ферганського НПЗ, яке дозволить на третину збільшити виробництво нафтопродуктів і поліпшити їх якість. Планують збільшити в 2004 році експорт нафтопродуктів не менш ніж на 1 млн тонн, насамперед за рахунок "світлих" видів пального. Для узбекистанських НПЗ головна задача на початку XXI ст. — розширити технологічні можливості для переробки як можна більшого числа сортів нафти: західносибірської, кумкольської, важкої казахської. Глибину переробки країна поліпшила ще в 1990-х роках.